# Autostrada A601 (Belgia)
Autostrada A601 (fla. Autosnelweg A601, fr. Autoroute A601) – autostrada w Belgii, znajdująca się na północ od miasta Liège.
Stanowi krótki łącznik pomiędzy autostradami A13 (część szlaku E313) i A3 (E25, E40 oraz E42).

## Historia oraz stan obecny
Autostradę otwarto w 1964 roku, w całości o przekroju 2x2 – dwie jezdnie z dwoma pasami ruchu w każdą stronę. W listopadzie 2013 roku dokonano zwężenia do postaci 2x1.
28 grudnia 2014 zamknięto arterię, nieoficjalnie z powodu braku wystarczającej ilości środków na remont trasy. Prawdziwa przyczyna zamknięcia nie jest znana. Nie wiadomo kiedy rozpocznie się remont oraz kiedy droga zostanie ponownie otwarta. W 2015 roku na całej długości nieczynnej autostrady zdemontowano oprawy oświetleniowe, pozostawiając przy tym słupy na których były wcześniej zainstalowane.
W planie infrastrukturalnym Walonii na lata 2019–2024 przewidziano 10 milionów euro na kompletny remont trasy.
W lipcu 2021 roku nieczynna arteria stała się tymczasowym składowiskiem odpadów związanych z powodzią w dolinie rzeki Vesdre.
Zamkniętą autostradę można objechać wykorzystując A3 i A13, krzyżujące się na pobliskim węźle Vottem.